# AllMovie
AllMovie (antiga All Movie Guide) é uma base de dados online comercial sobre estrelas do cinema, filmes e programas de televisão. Faz parte do grupo All Media Guide.